# Vincent Forgues
Pour les articles homonymes, voir Forgues.
Pas d'image ? Cliquez ici

a Compétitions nationales et continentales officielles uniquement.

Dernière mise à jour le 15 septembre 2012.
Vincent Forgues né le 21 août 1981 à Tarbes, est un joueur de rugby à XV évoluant au poste de troisième ligne aile.

## Clubs successifs
- Stade toulousain
- 2004-2006 : Section paloise
- 2006-2012 : CA Brive
- 2012-2015 : Club athlétique Lormont (Fédérale 2 puis Fédérale 1)[2]

## Palmarès
- Vincent Forgues a été champion du monde des -19 ans en avril 2000.
- Il a aussi été sélectionné avec l'équipe de France des -21 ans.
- Champion de France Espoir : 2003

En mai 2000, il est sélectionné avec les Barbarians français pour jouer le Pays de Galles au Millennium Stadium de Cardiff. Les Baa-Baas s'inclinent 40 à 33. En juin 2008, il connaît une deuxième et dernière sélection avec les Barbarians français pour jouer un match contre le Canada à Victoria. Les Baa-Baas l'emportent 17 à 7.